# Protea witzenbergiana
Protea witzenbergiana (лат.) — кустарник, вид рода Протея (Protea) семейства Протейные (Proteaceae). Эндемик Западно-Капской провинции Южной Африки. 

## Ботаническое описание
Protea witzenbergiana — широкий кустарник, достигающий 3 м в диаметре и 0,5 м в высоту. Цветёт с осени до начала зимы, с марта по июнь с пиком в апреле-мае

## Таксономия
Вид Protea witzenbergiana был впервые описан южноафриканским ботаником Эдвином Перси Филлипсом в 1910 году из образцов, обнаруженных растущими в местном муниципалитете Витценберг немецким ботаником Карлом Людвигом Филиппом Цейгером и британским ботаником и натуралистом Уильямом Джоном Берчеллом. Видовое название — по местности, в которой был обнаружен типовой экземпляр.

## Распространение
Растение является эндемичным Западно-Капской провинции Южной Африки. Встречается от Седерберга, через горы Куе-Боккевельд и Витценберг, до гор реки Хекс и гор Боккеривьер. Произрастает недалеко от городов Тульбах и Сирес.
Он чем-то похож на Protea pityphylla и P. pendula.

## Экология
Лесные пожары, случающиеся в ареале вида, уничтожают куст, но семена могут при пожаре. Растение однодомное, в каждом цветке присутствуют представители обоих полов. Считается, что за опыление ответственны грызуны. Семена разносятся ветром. Растение растёт на горных склонах на высоте от 750 до 1800 м.

## Охранный статус
Вид классифицируется как «вызывающий наименьшие опасения».